# Søren Pedersen (fodboldspiller, født 1978)
 Der er flere personer med dette navn, se Søren Pedersen.
Søren Pedersen (født 2. november 1978) er en dansk tidligere professionel fodboldspiller, der spillede for Randers FC og AGF. Han har siden 1. juni 2018 været sportsdirektør i Randers FC.
Søren Pedersens søn Laurits Raun Pedersen har siden august 2024 spillet for Randers FC.